# 카이야 사리아호
카이야 안넬리 사리아호(핀란드어: Kaija Anneli Saariaho, 1952년 10월 14일~2023년 6월 2일)는 핀란드의 작곡가이다. 오랫동안 파리에 거주하면서 1986년부터 수많은 국제 상과 명예를 수상하였으며 현대 핀란드 작곡가의 최고 순위에 올랐다. 2000년 잘츠부르크 축제에서 세계 초연된 그녀의 첫 번째 오페라 <L'Amour de loin>은 큰 성공을 거두었다. 음색을 탐구하는 그녀의 독특한 스타일은 1980년대 성악 곡에서 점진적 변화로 구성된 음악을 지나 1990년대에는 더 명확한 제스처를 기반으로 한 보다 선형적인 작곡에 이르기까지 여러 단계를 밟았다. 작품 대부분은 어떤 식으로든 컴퓨터와 관련이 있으며 작곡은 음악 기술의 발전을 밀접하게 반영하였다. 프랑스의 '스펙트럼' 기법과 죄르지 리게티의 작곡과 약간의 접촉점을 포함하고 있지만, 작품 중심을 특정 작곡 유파에 분류하는 것은 불가능하다. 

## 생애
사업가 라우노 라코넨과 그의 아내 투오비 라코넨(결혼 전 성은 나우카리넨) 사이에서 태어난 세 아이의 장녀이다. 가족은 1950년대 초에 금속 가공 작업장에서 공장으로 성장한 가족 가업이 있었던 헬싱키에 살았다. 그녀의 부모는 예술적 관심이 음악보다 시각 예술에 집중되어 있었다. 그들의 개인 미술 수집품에는 핀란드의 거장뿐만 아니라 현대 국제 미술도 많이 포함되어 있었다.
어렸을 때 시각 예술에 관심이 있었다. 음악과 함께 그림 그리기는 가장 좋아하는 취미 중 하나였다. 음악 교육은 바이올린 레슨으로 시작되었고 9살 때 피아노도 연주하기 시작하였다. 나중에 기타 레슨이 바이올린을 대신하게 되었다. 음악 공부는 개인 레슨으로 시작하여 음악 대학에서 계속 되었다. 1970년부터 1972년까지 이스트 헬싱키 음악 학교에 등록하여 바이올린과 피아노를 연주하였다. 그러나 공연을 좋아하지 않고 연주가가로서의 경력을 원하지 않았기 때문에 연주 자격으로 음악 대학에서 공부하는 것이 이상하다고 느꼈다. 그럼에도 불구하고 음악은 어린시절의 중요한 경험이었다. 잠들 때 침대나 베개 아래 어딘가에서 들려오는 멜로디를 듣곤 하였다. 10살 때 처음 작곡에 도전하였지만 7년이 지나서야 정기적으로 작곡을 시작하였다.
1972년 헬싱키에 있는 루돌프 슈타이너 학교에서 중등 교육을 마쳤다. 그런 다음 현재 알토 대학교의 미술 디자인 건축 학부인 헬싱키 미술 디자인 대학에 지원하여 그래픽 디자인을 공부할 수 있었다. 1972년부터 1976년까지 헬싱키 음악원에서 음악 공부를 계속하였으며, 처음에는 피아노에 집중하다가 마지막 해에 오르간을 주 악기로 전환하였다. 이때 헬싱키 대학에서 음악학을 공부하고 있었다. 학생 시절 초기에 Markku Saariaho와 잠시 결혼하였다. 결혼 생활이 무너진 후 예술가 Olli Lyytikäisen과 함께 이사하였다. 1972년부터 1979년까지 함께한 7년 동안 리티케이넨은 수십 점의 그녀의 초상화를 그렸다. 그녀와 리티케이넨은 1970년대에 시작된 예술가 집단인 <Elonkorjaajat(The Harvesters)>에 속해 있었다. 헬싱키의 포흐요이스란타에 있는 그들의 집은 많은 예술가들의 사교 모임 장소였다.
몇 년 후, 그래픽 디자인 공부를 중단하고 시벨리우스 아카데미에서 음악 이론과 작곡 공부를 지원하였다. 입학 자격을 확보하고 나서 파보 하이니넨 밑에서 작곡을 배우기로 결심하였다. 하이니넨은 1976년에 이미 만원의 작곡 과정에 그녀를 참여시키는 데 동의하였다. 그녀는 하이니넨으로부터 받은 지도와 지원은 절대적으로 없어서는 안 될 것이라고 말하였다.
시벨리우스 아카데미는 또한 학생들에게 활기찬 사회 환경을 제공하였다. 1977년에 에사페카 살로넨, 망누스 린드베리 (1958년 ~ ), Eero Hämeenniemi (1951년 ~ ) 등 동료 학생들과 함께 연주회, 프레젠테이션, 토론을 하면서 현대 음악을 홍보하는 목적으로 Korvat auki!(귀를 열어라!)라는 그룹을 설립하였다. 1979년부터 1980년까지 그룹의 회장을 역임하였다. 현재 유명한 지휘자인 에사페카 살로넨과의 협력은 오늘날까지 계속되고 있다.
1980년에 시벨리우스 아카데미를 졸업하고, 그곳에서 프라이부르크로 옮겨 브라이언 퍼니호(1943년 ~ )와 클라우스 후버(1924년 ~ 2017)의 학생으로서 작곡 공부를 계속하였다. 1982년에 프라이부르크 음악 대학에서 작곡으로 디플로마를 받았다. 그 해, 또한 프랑스 국립음악음향연구소인 IRCAM에서 컴퓨터 음악 과정에 참여하였다. IRCAM의 완비된 전자 음악 스튜디오에서 일하기 위하여 파리에 영구적으로 정착하였다. 또한 Groupe de Recherches Musicales(음악 연구 그룹)의 파리 스튜디오에서 잠시 일하면서, 1983년 작품 <Verblendungen(delusions)>의 테이프 부분을 제작하였다. 1984년 당시 IRCAM 교육 부장을 맡고 있던 작곡가 장바티스트 바리에르와 결혼하였다. 그 이후로 그들은 파리에 살고 있으며 현재 연출가 겸 극작가인 Aleksi(1989 ~)와 바이올리니스트 겸 지휘자인 Aliisa(1995 ~)의 두 자녀가 있다.
그녀의 경력에는 일본(교토, 1993년) 및 미국(샌디에이고, 1988년 - 1989년)과 같은 국가에서 상주작곡가로서의 장기 체류도 포함된다. 1997년부터 1998년까지 남편인 장바티스트 바리에르와 함께 시벨리우스 아카데미에서 작곡 객원 교수를 맡았다.
핀란드의 예술 보조금과 위촉 작품 덕분에 활발한 경력을 바탕으로 전임 작곡가로서 활동할 수 있었다. 학생 시절에는, <Rondo>와 같은 핀란드 잡지에 정기적인 기사를 쓰고 IRCAM에서 처음 몇 년 동안 해외 출판물에 대한 작곡 기법과 음색에 대한 분석 기사를 여러 편 썼다. 그 이후로 글을 거의 출판하지 않았다.
그녀는 많은 신뢰할 수 있는 음악가와 함께 일하고 있다. 이 중 가장 중요한 인물은 핀란드의 첼로 연주자 Anssi Karttunen(1960년 ~ )이며, <Petals>(1988년), <Amers>(1992년), <Près>(1992년) 등의 작품에서 협력하고 있다. 미국 소프라노 Dawn Upshaw(1960년 ~ )는 소프라노와 라이브 일렉트로닉스를 위한 작품 <Lonh>(빈 모던 축제, 1996년)과 오케스트라 반주가 있는 연가곡 <Château de l'âme>(잘츠부르크 축제, 1996)의 세계 초연에 출연하였다. 첫 오페라, <L'amour de loin>(잘츠부르크 축제, 2000)에서 Clémence의 역을 맡았다. 또 다른 중요한 협력자는 플루트 연주자인 Camilla Hoitenga(1954년 ~ )로, 작품 <NoaNoa>(1992년)의 많은 세부 사항을 개발하였다. 호이텐가는 2001년 플루트 협주곡 <Aile du songe>의 플루트 파트 개발에 기여하여 브뤼셀에서 작품의 세계 초연을 하였다. 남편 장바티스트 바리에르와 함께 작품의 전자 장비를 개발하였다. 그녀가 협력한 다른 인물은 Xavier Chabot와  Juhani Liimatainen(1952 ~ )을 포함한다.
주로 성악으로 구성된 초기 작품 이후, 1980년대 작품은 음장을 점차 변회시키는 특징을 갖기 시작했는데, 여기서 가장 중요한 요소는 선율과 리듬이 아니라 음색이었다. 작품의 연출법은 많은 구조적 수준에서 진행되는 전환을 기반으로 하였다. 컴퓨터에서 수행된 사운드 분석에서 기본 음악 자료를 가장 자주 찾았다. 예를 들어 몇 번의 활 스트로크 또는 피치카토 사운드와 같은 시작점이 될 수 있었다. 테이프 전용으로 작곡된 작품으로는 Vers le Blanc(1982), Jardin secret I(1984), Stilleben(1987-1988), La Dame à la Licorne(1993), Cloud Music(1997) 등이 있다.
초기에 전자 기기와 음악가 간의 연결에 관심을 갖게 되었다. Verblendungen(1982 ~ 1984)에서 음성 테이프를 소규모 오케스트라와 결합하고 Jardin secret II(1984 - 1986)에서는 하프시코드와 결합하였다. 또한 연주 중에 다양한 에코, 필터 또는 증폭으로 악기의 음장을 확장하고 변형하는 것이 일반적이었다.(Lichtbogen, 1986; Nymphea, 1987; Amers, 1992). 1990년대의 기술 개발은 소위 생체 전자 공학의 가능성을 더욱 확장하였다. 음향적으로 연주되거나 노래되는 소리를 수정하는 것 외에도 공연 상황에서 사전 처리된 자료를 결합할 수 있으며 공연 공간 자체를 전자적으로 수정할 수 있었다.(NoaNoa, 1992; Lohn, 1996). 그러나 교향악단을 위하여 전적으로 음향적으로 연주되는 작품도 계속해서 작곡하였다.(Du cristal, 1989 - 1990; Graal théâtre, 1994; Oltra mar, 1998 - 1999; Orion, 2002; Asteroid 4179: Toutatis, 2005)
작곡가는 종종 자신의 작품 이름을 짓는 것에 대하여 오랫동안 고심하였다. 작품의 이름은 그것을 경험하는 열쇠가 되었다. 시각 예술, 문학, 자연 과학, 특히 우주론과의 연결은 이름을 통하여 열렸다. 이집트의 사자의 책에서 중세 트루바두르 노래에 이르기까지 다면적인 문학에서 그녀의 성악 작품의 텍스트를 그리고 각색하였다. 프랑스인 Jacques Roubaud(1932 - )의 글은 1990년대에 완성된 일부 작품(Graal théâtre, Nuits, adieux, Lohn, L'amour de loin)에 영감을 주었다. 21세기로 접어들면서 작가 Amin Maalouf(1949 - )는 중요한 협력자가 되었다. 그녀는 작곡가와 공동으로 자신의 두 오페라 대본을 썼다. 또한 연가곡 Quatre instants와 Maalouf의 텍스트에 대한 오라토리오 La Passion de Simone을 작곡하였다.
작곡가로서 경력은 수많은 국제적인 평가와 위촉으로 장식되어 있었다. 1980년대 초에 핀란드에서 그녀의 작품에 대한 반응은 미온적이었다. 비평가는 컴퓨터 음악의 미학을 소외하고 여성 작곡가에 대한 편협하지 않은 접근법을 찾을 수 없었기 때문이었다. 그녀의 음악에 대한 국제적인 평가는 독일, 오스트리아, 미국, 스웨덴 등 다양한 국가의 상과 인증에 의하여 입증되었다.
그녀의 작품은 BBC, Yleisradio, 기타 수많은 방송사, 바비칸 센터, IRCAM, 링컨 센터, 로스엔젤레스 필하모닉, 잘츠부르크 축제 주간 및 핀란드 국립 오페라에서 의뢰를 받았다. 오페라 <L' amour de loin (2000)>로 주문 요청이 더욱 잦아졌다. 따라서 그녀의 작품은 일반적으로 핀란드가 아닌 다른 곳에서 초연되었다. 두 번째 오페라인 <Adriana mater>는 2006년 봄 파리 오페라 바스티유에서, 세 번째 오페라인 <Émilie>는 2010년 3월 리옹에서 초연되었다. 그녀의 음악 대부분이 출판되었으며(Chester Music, Edition Wilhelm Hansen, Jasemusiikki, Warner/Chappell Music Finland) BIS, Ondine 및 Sony를 비롯한 여러 음반사에서 그녀의 작품을 출판하였다.
핀란드에서 그녀의 명성은 국제적인 인지도과 함께 성장하였다. 핀란드 잡지의 글에서, 그녀가 부정적이라고 인식하였던 "컴퓨터 작곡가" 및 "여성 작곡가"라는 꼬리표는 시벨리우스와 핀란드 풍경과의 연관성과 같은 철저한 핀란드인으로 생각되는 자질에 대한 언급으로 대체되었다. 2003년에는 헬싱키 대학교에서 명예 철학 박사 학위를 받았다. 
2023년 6월 2일, 교모세포종으로 사망하였다.

## 상훈
- 예술문화훈장 기사(1997년)
- 핀란드 사자 프로 핀란디아 메달(2005년)
- 국가공로훈장 기사(2006년)
- 예술문화훈장 사령관(2013년)
- 핀란드 사자 일등사령관장(2017년)